# Panini SpA
Panini SpA är ett italienskt företag med huvudkontor i Modena och flera dotterbolag i Europa och Brasilien.
Paninis produktområden innefattar klistermärken, samlarkort, ungdomsböcker och serietidningar. Panini har blivit mycket kända för sina samlaralbum med så kallade stickers som de släpper inför varje EM- och VM-slutspel i fotboll sedan 1970. Idén är att man ska samla hundratals olika klistermärken, med spelare på, i albumet. 
1970 VM i Mexico - Totalt 288 stickers * Första VM albumet
1974 VM i Västtyskland - Totalt 400 stickers
1978 VM i Argentina - Totalt 400 stickers
1980 EM i Italien - Totalt 262 stickers * Första EM albumet
1982 VM i Spanien - Totalt 427 stickers
1984 EM i Frankrike - Totalt 258 stickers
1986 VM i Mexico - Totalt 42 stickers
1988 EM i Västtyskland - Totalt 267 stickers
1990 VM i Italien - Totalt 448 stickers
1992 EM i Sverige - Totalt 261 stickers
1994 VM i USA - Totalt 444 stickers
1996 EM i England - Totalt 354 stickers
1998 VM i Frankrike - Totalt 561 stickers
2000 EM i Belgien/Nederländerna - Totalt 358 stickers
2002 VM i Sydkorea/Japan - Totalt 576 stickers
2004 EM i Portugal - Totalt 334 stickers
2006 VM i Tyskland - Totalt 596 stickers
2008 EM i Österrike/Schweiz - Totalt 535 stickers
2010 VM i Sydafrika - Totalt 630 stickers
2011 VM i Tyskland - Totalt 345 stickers * Första dam-VM
2012 EM i Polen/Ukraina - Totalt 539 stickers
2014 VM i Brasilien - Totalt 660 stickers
2015 VM i Canada - Totalt 478 stickers
2016 EM i Frankrike - Totalt 680 stickers
2017 EM i Nederländerna Totalt 334 stickers * Första dam-EM
2018 VM i Ryssland - Totalt ? stickers
2020 EM i flera länder, 2021 kick off - Totalt ? stickers 
Panini grundades 1961 av bröderna Giuseppe och Benito Panini.